# Flybaboo
Flybaboo was een regionale luchtvaartmaatschappij met als thuishaven Genève, Zwitserland. Zij leverde diensten naar bestemmingen in Europa en in de zomer vluchten naar St Tropez en Ibiza. Zij werd gesticht in 2003 als Flybaboo en begon op 3 november 2003. Flybaboo had hubs op Luchthaven Genève en luchthaven Lugano. In 2011 ging Flybaboo op in Darwin Airline.

## Code informatie
- IATA code: F7
- ICAO code: BBO
- Roepletter: Baboo

## Geschiedenis
Flybaboo is opgericht in 2003 door de stichter van Newlines met behulp van Cirrus Airlines en opereert onder de naam Flybaboo. In 2011 ging Flybaboo op in Darwin Airline.

## Luchtvloot
De luchtvloot van Flybaboo bestond op 15 november 2010 uit de volgende toestellen.
- 2 Dash DHC-8-400